# Pleopeltis minarum
Pleopeltis minarum är en stensöteväxtart som först beskrevs av Charles Alfred Weatherby, och fick sitt nu gällande namn av Salino. Pleopeltis minarum ingår i släktet Pleopeltis och familjen Polypodiaceae. Inga underarter finns listade.